# Evangelische Mission in Solidarität

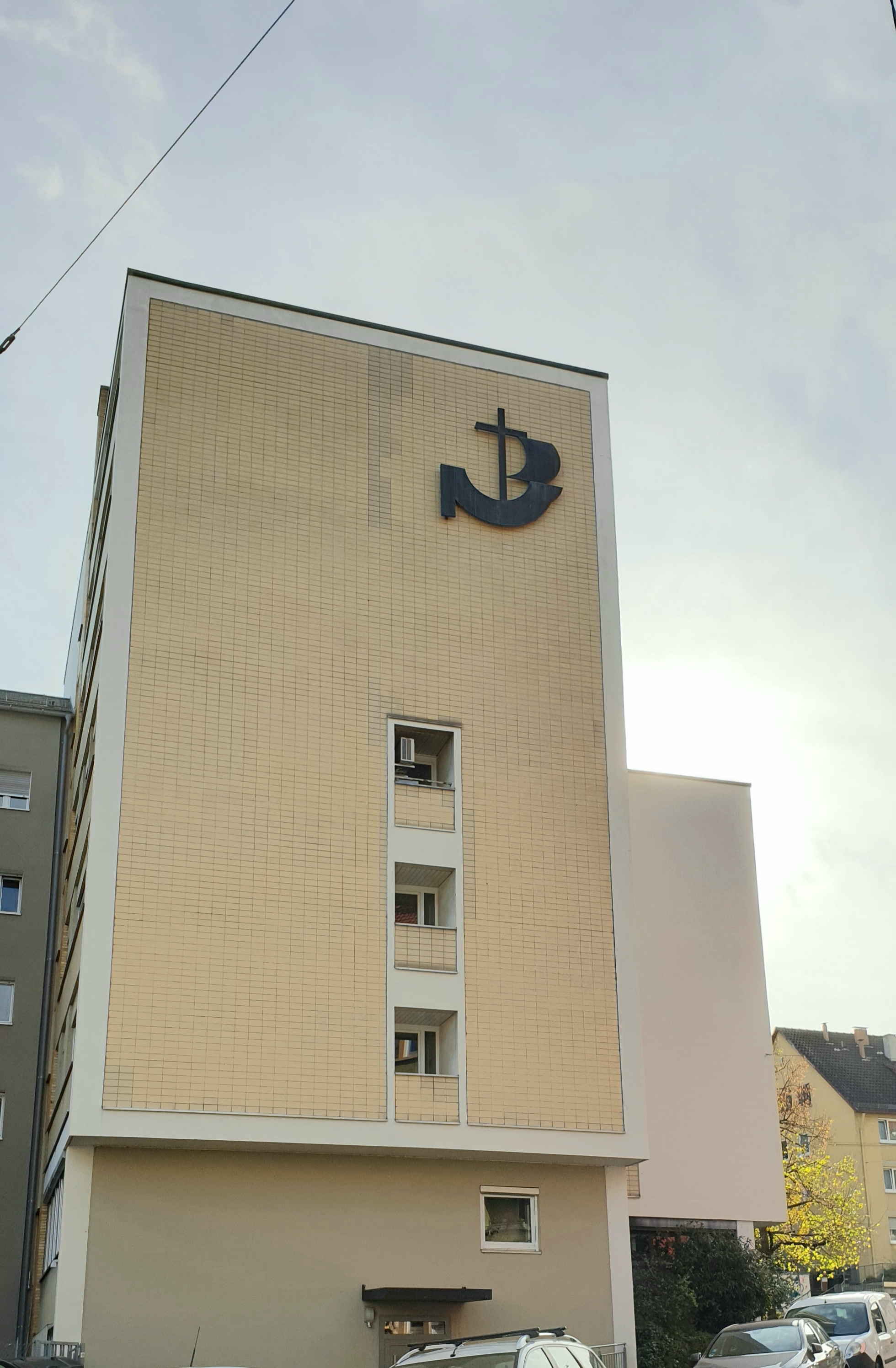
Die Geschäftsstelle in Stuttgart

Die Evangelische Mission in Solidarität (EMS) ist ein eingetragener Verein. Die Geschäftsstelle hat ihren Sitz in Stuttgart.
Seit dem 1. Januar 2012 lautet der vollständige Name „Evangelische Mission in Solidarität – Kirchen und Missionen in internationaler Partnerschaft e. V.“ (EMS). Vor 2012 trug die EMS den Namen „Evangelisches Missionswerk in Südwestdeutschland“ (EMS).
Die EMS versteht sich als ein ökumenisches Netzwerk für Mission und internationale kirchliche Zusammenarbeit. Zu diesem Netzwerk gehören Kirchen und Missionsgesellschaften in Afrika (2), Asien (13), Europa (11) und dem Nahen Osten (2). Die Besonderheit des Vereins besteht in der gleichberechtigten Mitgliedschaft aller ihrer internationalen Kirchen und Missionsgesellschaften.
In Deutschland arbeitet die EMS im Verbund des Evangelischen Missionswerks (EMW).

## Geschichte

### Gründung 1972
Am 28. Januar 1972 gründeten im pfälzischen Landau Vertreter der Landeskirchen in Baden, Hessen-Nassau, Kurhessen-Waldeck, der Pfalz und Württemberg, der Brüder-Unität und der Missionsgesellschaften Basler Mission / Basler Mission - Deutscher Zweig, Deutsche Ostasienmission, Evangelischer Verein für das Syrische Waisenhaus und Herrnhuter Missionshilfe das „Evangelische Missionswerk in Südwestdeutschland“ (EMS).

### Internationalisierungsreform 2012
Seit 1994 beschritt der internationale Missionsrat den Weg zu einer gleichberechtigten Stellung der Partnerkirchen. Zum 40-jährigen Gründungsjubiläum, 2012, beschloss er eine neue Satzung und einen neuen Namen: Aus „dem“ EMS wurde „die“ EMS, aus dem „Evangelischen Missionswerk in Südwestdeutschland“ die „Evangelische Mission in Solidarität“. Damit behält die EMS auch im englischen Namen ihre Abkürzung bei: Evangelical Mission in Solidarity (EMS).
Mit der Neufassung der Satzung vereinigt die EMS heute in vier Regionen der Welt Kirchen und Missionsgesellschaften als gleichberechtigte Mitglieder.

## Tätigkeitsbereiche
- Durchführung von Programmen und Projekten in Zusammenarbeit mit den Mitgliedskirchen[3]
- Vermittlung und Begleitung ökumenischer Mitarbeiter
- Vermittlung und Begleitung von Freiwilligen mit drei Austauschrichtungen: Nord-Süd-Austausch[4], Süd-Nord-Austausch[5], Süd-Süd-Austausch (ÖFP)[6]
- In Zusammenarbeit mit den Hochschulen im Libanon (NEST) und Japan (NCC) führt die EMS Studienaufenthalte in der Fachrichtung Theologie durch.

## Struktur
Entscheidungsprozesse und Durchführung finden einerseits in internationalen Gremien und andererseits in der Geschäftsstelle in Stuttgart statt. Die internationalen Gremien der Evangelischen Mission in Solidarität setzen sich aus der Vollversammlung, dem Missionsrat und dem Präsidium zusammen. In der Geschäftsstelle setzen das Generalsekretariat und die zwei Abteilungen „Mission und Partnerschaft“ und „Verwaltung und Finanzen“ gemeinsam mit den Stabsstellen „Controlling“, „Gender“, „Fundraising“, „Medien“ und „Presse- und Öffentlichkeitsarbeit“ die Vorgaben aus den Gremien um.

### Internationale Gremien
Die Gremien der EMS sind international besetzt, da die EMS seit 2012 eine internationale Gemeinschaft mit gleichen Rechten für alle 28 Mitglieder ist. Die Arbeitssprache aller Gremien ist Englisch.

### Vollversammlung (General Meeting)
Die Vollversammlung der Evangelischen Mission in Solidarität tritt alle zwei Jahre zusammen. Die insgesamt 23 Kirchen und fünf Missionsgesellschaften der EMS-Gemeinschaft entsenden 51 Delegierte, die an der Vollversammlung teilnehmen. Seit 2012 sind alle Mitglieder aus Afrika, Asien, dem Nahen Osten und Europa juristisch gleichberechtigt und haben das aktive und passive Wahlrecht. Die Delegierten der Vollversammlung entscheiden über die inhaltliche Ausrichtung der Gemeinschaft, ihre langfristige Strategie und das Budget. Die konstituierende Sitzung der zweiten Generalvollversammlung fand im Dezember 2018 in Neustand a.d.W. statt.

### Der internationale EMS-Missionsrat (Mission Council)
Geleitet wird die Evangelische Mission in Solidarität vom Missionsrat. Er legt die Strategie des Vereins fest und stellt die Umsetzung der Grundsatzbeschlüsse durch Mehrheitsentscheid sicher. Von den 17 Delegierten des Missionsrates kommen acht aus Kirchen in Afrika, Asien und dem Nahen Osten, sechs aus deutschen Kirchen und drei aus Missionsgesellschaften.

### Präsidium (Presidium)
Das Präsidium repräsentiert die EMS in der Öffentlichkeit. Das Präsidium leitet die Vollversammlung und bereitet die Sitzungen des Missionsrats vor, leitet diese und führt die Beschlüsse aus. 

### Geschäftsstelle
Die Geschäftsstelle in Stuttgart erfüllt die laufenden Angelegenheiten der EMS. Sie wird vom Generalsekretär und dessen zwei Stellvertretern geleitet.
In der Geschäftsstelle greift die Arbeit von vier Vereinen ineinander:
- Die Evangelische Mission in Solidarität e. V. fungiert sowohl als Verein mit eigenen Aufgaben als auch als Dach für die Missionsvereine, die wiederum Mitglieder der EMS sind:
- die Basler Mission – Deutscher Zweig (BMDZ),
- der Evangelische Verein für die Schneller-Schulen
- und die Deutsche Ostasienmission (DOAM).

Von 2013 bis 2018 war Jürgen Reichel, ordinierter Pfarrer der Evangelisch-Lutherischen Kirche in Bayern, Generalsekretär der Evangelischen Mission in Solidarität. Im Juni 2018 erklärte er, dass er für eine zweite Amtszeit als Generalsekretär nicht zur Verfügung stünde. Bis zum Amtsantritt von Dieter Heidtmann im April 2020 hatte Kerstin Neumann diese Stelle kommissarisch inne.

### Internationale und nationale Netzwerke
Innerhalb der Evangelischen Mission in Solidarität sind internationale Netzwerke entstanden:
- Internationales Jugendnetzwerk (International Youth Network)
- Internationales Frauennetzwerk (International Women Fellowship)
- EMS-Aktive für ehrenamtlich Engagierte

## Mitglieder
Vor der Einführung der neuen Satzung trugen die Kirchen des EMS-Netzwerks den Namen „Partner“. Seit der Internationalisierungsreform sind alle Kirchen gleichberechtigte „Mitglieder“ der EMS-Gemeinschaft. In der Vollversammlung im November 2022 wurden mit der Kirche von Nordindien (CNI) und der Christlichen Kirche von Westsulawesi (GKSB) zwei neue Mitglieder in die EMS-Gemeinschaft aufgenommen. 

### Gründungsmitglieder – Kirchen
- Evangelische Brüder-Unität – Herrnhuter Brüdergemeine
- Evangelische Kirche der Pfalz (EKP)[10]
- Evangelische Kirche in Hessen und Nassau (EKHN)
- Evangelische Kirche von Kurhessen-Waldeck (EKKW)
- Evangelische Landeskirche in Baden (Ekiba)[11]
- Evangelische Landeskirche in Württemberg (ELK-WUE)

### Gründungsmitglieder – Missionsgesellschaften
- Deutsche Ostasienmission (DOAM)[12]
- Evangelischer Verein für die Schneller-Schulen e. V. (EVS), Stuttgart
- Herrnhuter Missionshilfe e.V. (HMH)
- Missionsgesellschaften Basler Mission

### Neue Mitglieder seit der Gründung
- Bischöfliche Kirche in Jerusalem und dem Mittleren Osten
- Christlich-Evangelische Kirche in Halmahera (GMIH), Indonesien
- Christlich-Evangelische Kirche in Minahasa (GMIM), Indonesien
- Christlich-Protestantische Kirche in Bali (GKPB), Indonesien
- Christliche Kirche von Südsulawesi (GKSS), Indonesien
- Evangelische Brüdergemeine in Südafrika (MCSA)
- Kirche von Südindien (CSI)
- Nationale Evangelische Kirche in Beirut (NEC), Libanon
- Presbyterianische Kirche in der Republik Korea (PROK)
- Presbyterianische Kirche von Ghana (PCG)
- Presbyterianische Kirche von Korea (PCK)
- Protestantische Kirche in Südost-Sulawesi (GEPSULTRA), Indonesien
- Protestantisch-Indonesische Kirche in Donggala (GPID), Indonesien
- Protestantisch-Indonesische Kirche in Luwu (GPIL), Indonesien
- Toraja Kirche (GT), Indonesien
- Toraja Mamasa Kirche (GTM), Indonesien
- Vereinigte Kirche Christi in Japan (Kyodan)
- Kirche von Nordindien (CNI)
- Christliche Kirche von Westsulawesi (GKSB)

### Verbindungen
- Chinesischer Christenrat (CCC)
- Amity Foundation, China

Über die Basler Mission – Deutscher Zweig e. V. in Zusammenarbeit mit Mission 21 bestehen folgende Verbindungen:
- Presbyterianische Kirche in Kamerun (PCC)
- Protestantische Kirche in Sabah, Malaysia (PCS)
- Basler Kirche von Malaysia (BCCM)
- Presbyterianische Kirche im Südsudan (PCOSS)
- Kirche der Geschwister in Nigeria (EYN)
- Tsung Tsin Mission Hongkong (TTM)
- Evangelische Kirche in West-Papua (GKI)
- Evangelisch-Lutherische Kirche Boliviens (EILB)

## Publikationen
Die Evangelische Mission in Solidarität gibt verschiedene Publikationen heraus.
- Der EMS Einblick erscheint zweimal im Jahr.
- Das Schneller-Magazin, die Zeitschrift des Evangelischen Vereins für die Schneller Schulen (EVS), erscheint viermal im Jahr und berichtet über die Schneller-Schulen im Libanon und Jordanien.
- Die Nachrichten der Basler Mission – Deutscher Zweig informieren sechsmal im Jahr über Projekte und über die Arbeit der Missionsgesellschaft.
- Einmal im Jahr erscheint Our Voices, das über das internationale EMS-Frauennetzwerk informiert.

Darüber hinaus werden regelmäßige Presseinformationen und -mitteilungen herausgegeben sowie Infomaterial für Kirchengemeinden und Pfarrer.